# Knochenzünglerähnliche
Die Knochenzünglerähnlichen (Osteoglossomorpha) sind eine Überkohorte der Echten Knochenfische (Teleostei). Die Fische leben in Flüssen und Seen in Nordamerika, im tropischen Südamerika, Afrika, Südostasien und Australien. Ausgestorbene Osteoglossomorpha lebten eventuell auch im Meer.

## Merkmale
Zu den Osteoglossomorpha gehören die Hiodontiformes und die Osteoglossiformes. Über die gemeinsamen charakteristischen Merkmale gehen wegen unterschiedlicher Berücksichtigung fossiler Formen (wie Lycoptera) die Meinungen aber auseinander. Unter Einbeziehung von Merkmalen je verschiedener Fossilien (nach Verfügbarkeit!) kann man daher zu unterschiedlichen Listen der definierenden Merkmale gelangen (Wiley und Johnson 2010).
Laut Hilton (2003):
1.	Epipleuralia (Gräten) fehlen.
2.	16 verzweigte Caudalis-Hauptstrahlen (rezent aber nur bei Arapaima! Sonst bei Osteoglossiformes jetzt weniger).
3.	Ein Epurale vorhanden (außer bei Osteoglossiformes).
4.	Erster Praeuralwirbel (PU 1) mit gut entwickeltem Neuraldorn.
Zhang (2008) gibt diese Synapomorphienliste:
1.	Supraorbitale (Circumorbitalknochen dorsal vom Auge) fehlt.
2.	Hinterster Porus des Mandibular-(Seitenlinien)kanals auf dem Angulare.
3.	„Scher-Biss“ zwischen Zahnplatte auf dem Basihyale und Pterygialzähnen.
4.	Neuraldorn des PU 2 kürzer als der des PU 3.
Wilson und Murray (2008) diagnostizieren die Osteoglossomorpha durch zwei Synapomorphien:
1.	Ein Epurale vorhanden.
2.	Infraorbitale (= Suborbitale = Circumorbitale ventral vom Auge) 2 kleiner als Infr. 3, drei- oder rechteckig.

## Systematik
Neben zwei heutigen Ordnungen gehören noch einige ausgestorbenen Taxa zu den Osteoglossomorpha.
- Hiodontiformes
  - Mondaugen (Hiodontidae)

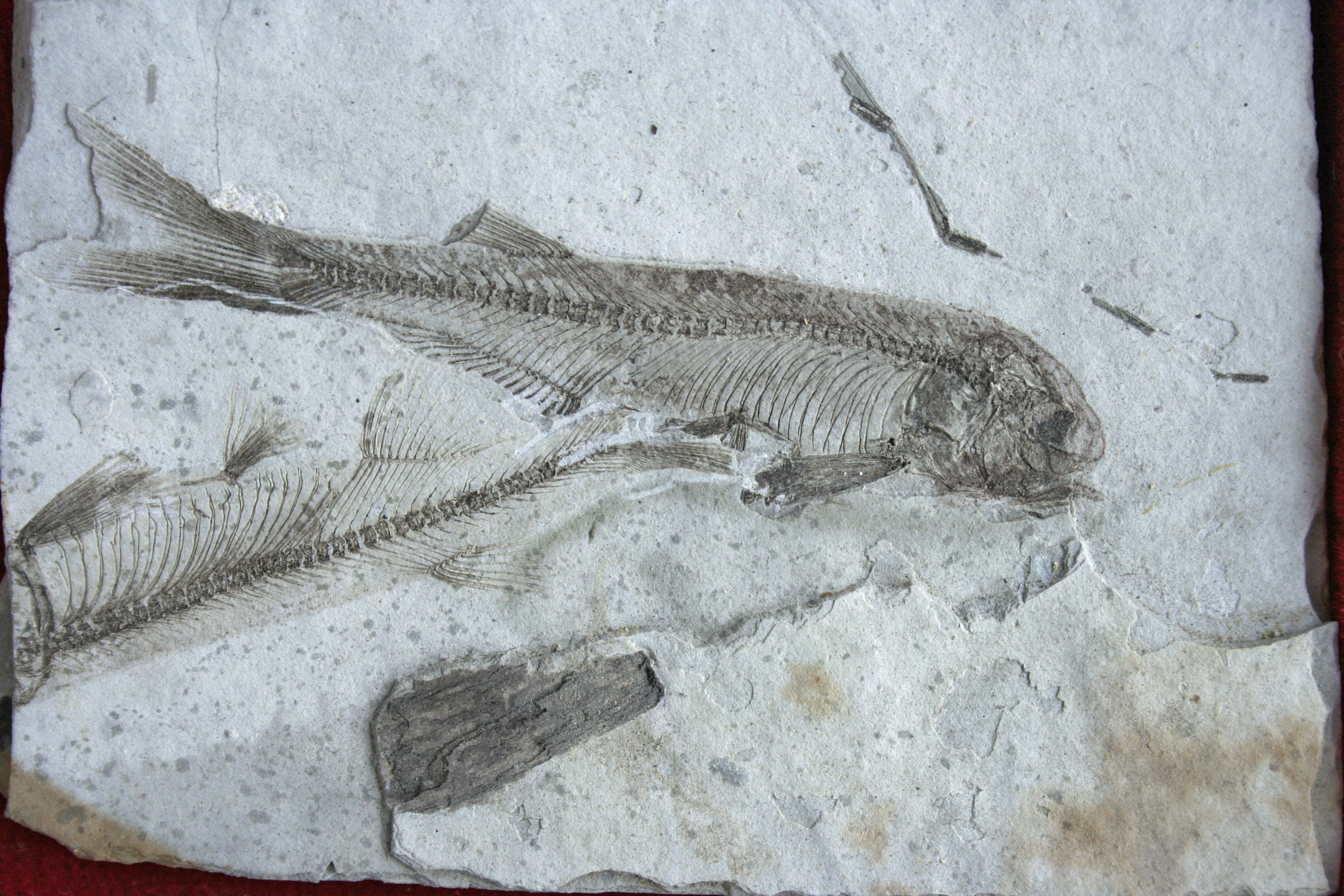
Lycoptera sp. †

- Knochenzünglerartige (Osteoglossiformes)
  - Knochenzüngler (Osteoglossidae)
  - Arapaimidae
  - Altwelt-Messerfische (Notopteridae)
  - Nilhechte und Elefantenfische (Mormyridae)
  - Großnilhecht (Gymnarchidae)
- † Lycopteriformes
  - † Lycopteridae, Oberer Jura bis untere Kreide